# Sternomoera yezoensis
Sternomoera yezoensis is een vlokreeftensoort uit de familie van de Pontogeneiidae. De wetenschappelijke naam van de soort is voor het eerst geldig gepubliceerd in 1933 door Uéno.